# 庄內機場
庄內機場（日语：／ Shōnai kūkō */?）是位於山形縣酒田市。根據日本空港整備法被分成第三種機場。

## 歷史
- 1991年10月1日：開始使用。全日本空輸開設往東京國際機場的航線（使用波音767-200）和往大阪國際機場的航線（使用波音737-500）
- 1995年6月：往新千歳機場的航線（只限6月～10月）開設。
- 1996年2月：往新千歳機場的航線（全年）開設。
- 1996年6月：往大阪國際機場的航線改為往關西國際機場。
- 1998年12月：往關西國際機場和新千歳機場的航線改為冬季航班(12月-4月)。
- 2000年5月：往關西國際機場的航線由日空航空接辦。
- 2000年7月：使用人數達到300萬人次。
- 2003年10月：取消往關西國際機場的航線。
- 2004年4月：IBEX航空開設航線往大阪國際機場。
- 2005年6月：使用人數達到500萬人次。
- 2006年4月：開始有飛機在夜間駐守。
- 2007年10月：使用人數達到600萬人次。

## 航空管制
| 種類 | 頻率                |
| ---- | ------------------- |
| RDO  | 118.8 MHz,126.2 MHz |

## 航空無線保安設施
| 局名   | 種類 | 頻率      | 識別信號 |
| ------ | ---- | --------- | -------- |
| SHONAI | VOR  | 109.6 MHz | YSE      |
| SHONAI | DME  |           | YSE      |

## 航空公司與航點
| 航空公司           | 目的地    |
| ------------------ | --------- |
| 全日本空輸（NH）   | 東京/羽田 |
| 捷星日本航空（GK） | 東京/成田 |

## 交通

### 巴士
- 庄內交通
  - 由莊園交，經酒田站、東北公益文科大學和愛普生至庄內機場。
  - 由鶴岡站至庄內機場。

### 道路
- 山形縣道33號庄内機場立川線
- 連接山形縣道33號的道路
  - 公路
    - 山形自動車道-(14)庄内機場I.C

  - 普通道路
    - 國道7號(三川側道)
    - 山形縣道38號酒田鶴岡線
      - 國道112號

## 外部連結
- 庄內機場 （页面存档备份，存于）（日語）